# میلاد شعبانلو
میلاد شعبانلو (زادهٔ ۱۲ دی ۱۳۷۳) یک بازیکن فوتبال اهل ایران است که در پست هافبک برای باشگاه فوتبال پالایش نفت بندرعباس بازی می‌کند.

## عملکرد باشگاهی

### استقلال
وی در ابتدای فصل ۹۵–۱۳۹۴ در آستانهٔ پیوستن به صبای قم بود که با تصمیم پرویز مظلومی به استقلال بازگشت و اولین بازی خود را برای این تیم در هفتهٔ بیست‌وهفتم همین فصل مقابل فولاد خوزستان انجام داد.

### صنعت نفت آبادان
او در ۲۰ تیر ۱۳۹۵ قبل از شروع فصل ۹۶–۱۳۹۵ به باشگاه فوتبال صنعت نفت آبادان پیوست.

### شاهین
او در ۳۱ تیر ۱۳۹۶ قبل از شروع فصل ۹۷–۱۳۹۶ به باشگاه فوتبال شاهین بوشهر پیوست.